# جريمة
الجريمة في القانون هي كل انحراف عن المعايير الجمعية التي تتصف بقدر هائل من الجبرية والنوعية والكلية، ومعنى هذا أنه لا يمكن أن تكون جريمة إلا إذا توافرت فيها القيمة التي تقدرها الجماعة وتحترمها، وانعزال حضاري أو ثقافي داخل طائفة من طوائف تلك الجماعة، فلا تعود تقدر تلك القيمة ولا تصبح مهمة لهم، واتجاه عدائي والضغط من جانب أولئك الذين يقدرون تلك القيمة الجمعية، ضد الذين لا يقدرونها.
وتختلف الجريمة عن الجنحة في التصنيف القانوني بجسامة الجريمة الخطيرة وتكون عقوبتها الحبس لمدة طويلة وربما يستحق مرتكبها عقوبة الإعدام، أما الجنحة فهي جناية أقل خطورة، ويكون الحكم على مرتكبها بالسجن لمدة أقصر.

## نظريات الجريمة
يوجد العديد من النظريات التي تفسر أسباب حدوث الجرائم ومن هذه النظريات.

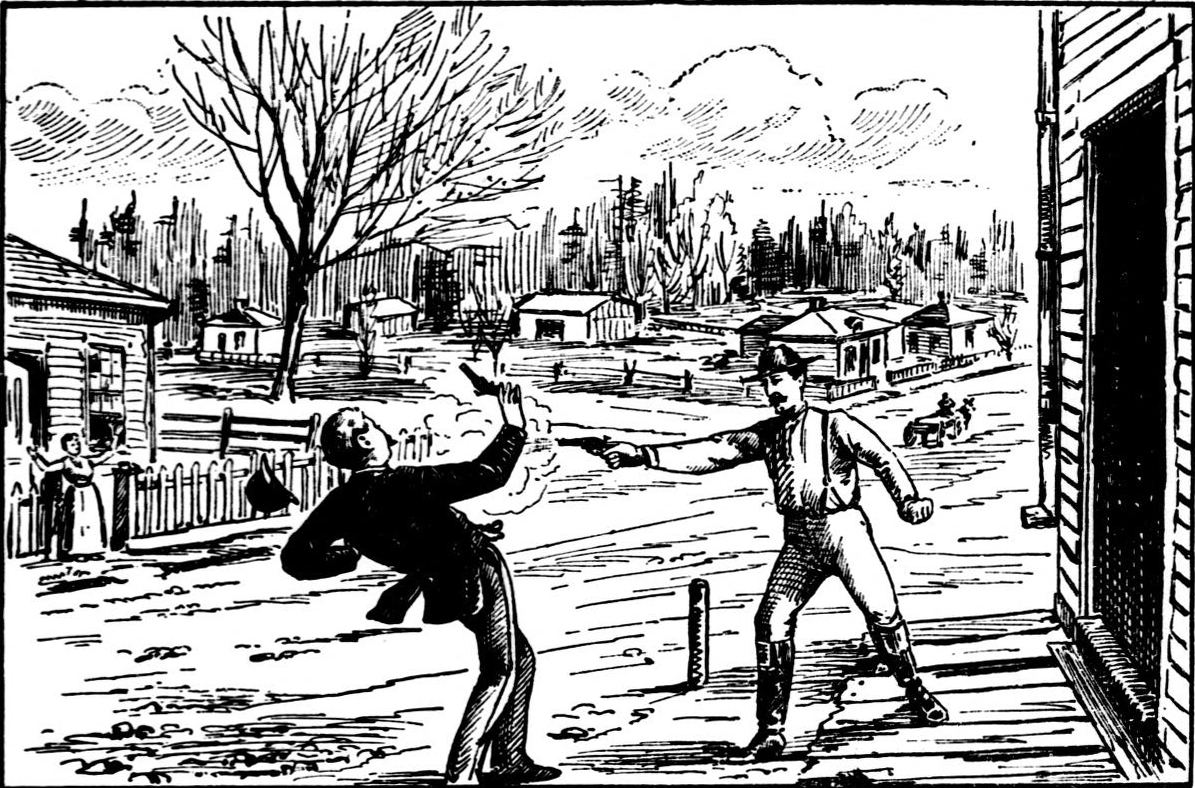

### نظرية المدرسة الجغرافية
وهذه النظرية تفسر أسباب الجريمة بأنها أسباب جغرافية وبيئية لأن المناخ والفصول والحرارة تؤثر على الأفراد، هي نظرية تنادي الطبيعة حيث أن الإنسان يقف حاجزاً أمام الطبيعة.

### نظرية المدرسة الاقتصادية
تفسر هذه النظرية الجريمة على أنها وليدة الظروف الاقتصادية مثل الفقر والبطالة، وقد أستند أنصار هذه الجريمة على الإحصائيات التي تبين كثرة الجرائم أثناء الأزمات الاقتصادية.

### النظرية البيولوجية
أحدثت هذه النظرية دويا كبيرا في عالم الدراسات الإجرامية، فهذه النظرية وضعها العالم الإيطالي لمبروسو في الربع الأخير من القرن التاسع عشر وبين فيها الطراز الجسمي المميز لمرتكبي الجرائم، كما بين أثر الوراثة في انتقال الإجرام، وقال أن هناك بعض الخصائص التي تميز المجرمين عن غيرهم وأهمها عدم تماثل نصفي الجمجمة، ضخامة الفك السفلي، فطس الأنف، قلة شعر الذقن، وقلة الحساسية للألم.

## سمات المجرمين

### الجريمة والوسط الاجتماعي
للحالة الاجتماعية أهمية كبرى في إحداث الجريمة بدليل أن السلوك الإجرامي يتزايد عند المطلقين والعزاب منه عند المتزوجين، كما أنه يكثر في المدن الصناعية عنه في الأرياف.

### الجريمة عند الرجال والنساء
لوحظ أن الغالبية العظمى من الجرائم هي للرجال، لان الظروف الاجتماعية التي تحيط بالرجل كثيرا ما تدفعه إلى اتخاذ مسلك عدواني. وكذلك يكون المجتمع له دور في تكديس الضغوطات فيصبح المرء هش الشخصية فيضطر إلى اللجوء إلى عالم الجريمة فيكون بمثابة متنفسه الوحيد. فيمكننا القول أن الوسط الأسري والاجتماعي يولد طاقة سلبية تدفع المرء للارتكاب جرائم عدة بشتى صورها.

### البطالة والفقر
يسهم كل من البطالة والفقر في الزيادة من مستوى الجريمة إذ نرى العاطلين عن العمل والفقراء يسعون إلى الحصول على المال عن طريق السرقة والاعتداء على أموال الآخرين من أجل العيش.

## تقسيم الجريمة
حاول الباحثون أن يقسموا الجرائم حسب نوع الباعث إليها فقسموها إلى أربع أنواع:
- جرائم اقتصادية
- جرائم جنسية
- جرائم سياسية
- جرائم اجتماعية
- جرائم نفسية

وهناك تقسيم أخر للجرائم يلجأ اليه عادة في الإحصائيات الرسمية للجرائم وهو تقسيمها إلى:
- جرائم ضد الأشخاص
- جرائم ضد الملكية
- جرائم ضد الآداب

ولكن وجد الباحثون أنه من الأفضل تقسيم المجرمين أنفسهم بدلا من تقسيم الجرائم، لأن كل طائفة من المجرمين لها طريقتها في تنفيذ الجرائم وتم تقسيم المجرمين حسب درجة احترافهم للجريمة إلى أربعة أقسام وهي:
- مجرمون محترفون
- مجرمون عرضيون
- مجرمون عصابيون
- مجرمون ذهانيون

## الوقاية من الجريمة
اهتم كثير من الباحثين ببرامج الوقاية وتنوعت أساليبهم وبرامجهم ومن أشهر هذه الطرق
- نظرية بنثام: اهتم بنثام بالعمل على الحد من سيل الإغراء والاهتمام بالتربية ورفع مستوى الأخلاق وتحسين الظروف الاجتماعية.
- طريقة التعقيم: حاولت بعض الدول تعقيم العناصر غير المرغوب فيها مثل المجرمين حتى لا تنجب أجيالا مثلها منحرفة.
- طريقة تشديد العقوبة: اقترح بعض الباحثين تشديد العقوبة على المجرمين لأنها تؤدي إلى ارتداع الكثيرين، بينما التسامح في العقوبة تسبب ازدياد حوادث الإجرام.

## اقرأ أيضا
- بارون المخدرات
- علم النفس الجنائي
- سجن
- حدود
- فساد
- جريمة سياسية

- مؤشر ضرر الجريمة